# Vaken i en dröm
Vaken i en dröm è l'album di debutto della cantante svedese Jill Svensson, pubblicato il 17 ottobre 2011.

## Tracce
1. Standing Strong – 3:24
2. När natt har blivit dag – 3:40
3. Great Creator – 2:54
4. I'll Get Over It – 4:13
5. Eveningshades – 3:18
6. Memory – 4:22
7. Vaken i en dröm – 3:03
8. All of My Days – 4:19
9. Can't Stop the Rain – 3:48
10. Amazing Grace – 2:03

## Classifiche
| Classifica (2011) | Posizione massima |
| ----------------- | ----------------- |
| Svezia            | 23                |